# Ivnniiguin
Ivnniiguin és una banda de pop-rock sami-norueca de Kautokeino. Es considera el primer grup de rock sami.
El grup va néixer el 1977 a Kautokeino, format pel mestre d'escola noruec Sverre Hjelleset i els joves samis Nils Martin Kristensen, Roger Ludvigsen, Per Ailo Logje, Heaika Hætta, i Iŋgor Ánte Áilo Gaup qui n'era el vocalista. Originalment, el grup es deia Unicorn i cantava èxits de grups de rock internacionals en anglès, però aviat van canviar el nom pel d'Ivnniiguin (amb colors), i van començar a escriure cançons pròpies en sami septentrional. El 1978 van actuar per primera vegada i el 1979 van llençar el seu primer disc, Jávrraš Ivnniiguin, amb lletra en sami, que va ser el primer disc de rock sami. El disc contenia cançons que reivindicaven la cultura sami i denunciaven la discriminació dels samis a Noruega. Tot i que el grup va tenir força èxit, es va dissoldre el 1980, i els seus integrants van seguir carreres en solitari en el món de la música i el teatre. El 1997 la banda es va tornar a reunir i el 2017 van publicar un nou àlbum titulat Ánte.

## Discografia
- 1979 Jávrraš Ivnniiguin
- 2017 Ánte